# ریچارد فرانکلین
ریچارد فرانکلین (انگلیسی: Richard Franklin; ۱۵ ژوئیهٔ ۱۹۴۸ – ۱۱ ژوئیهٔ ۲۰۰۷) کارگردان اهل استرالیا بود. از فیلم‌هایی که وی ساخته‌است، می‌توان ماجرای مرموز و پرالتهاب و روانی ۲ را نام برد.